# Wallfahrtskirche

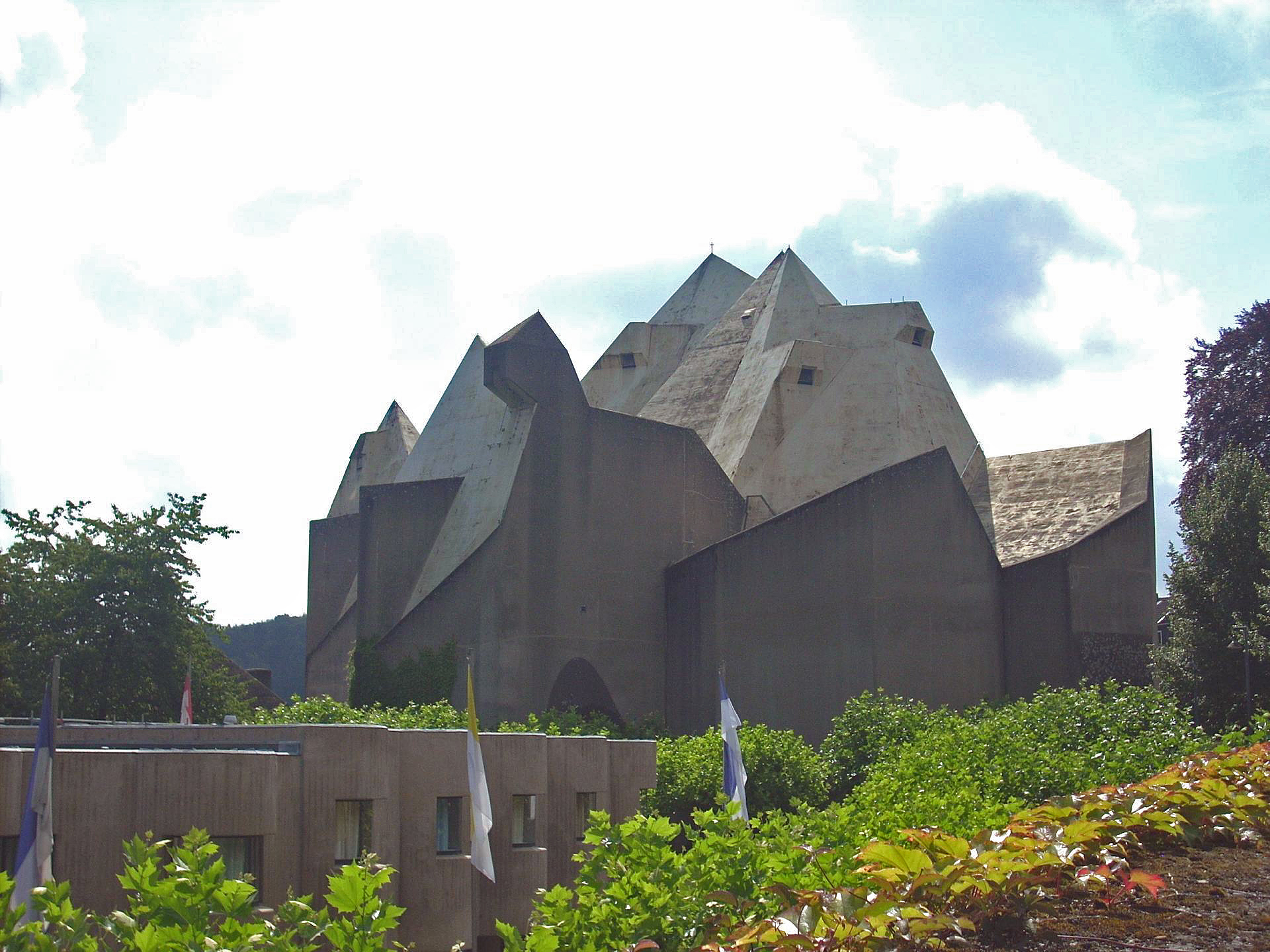
Der Nevigeser Wallfahrtsdom (Erzbistum Köln)

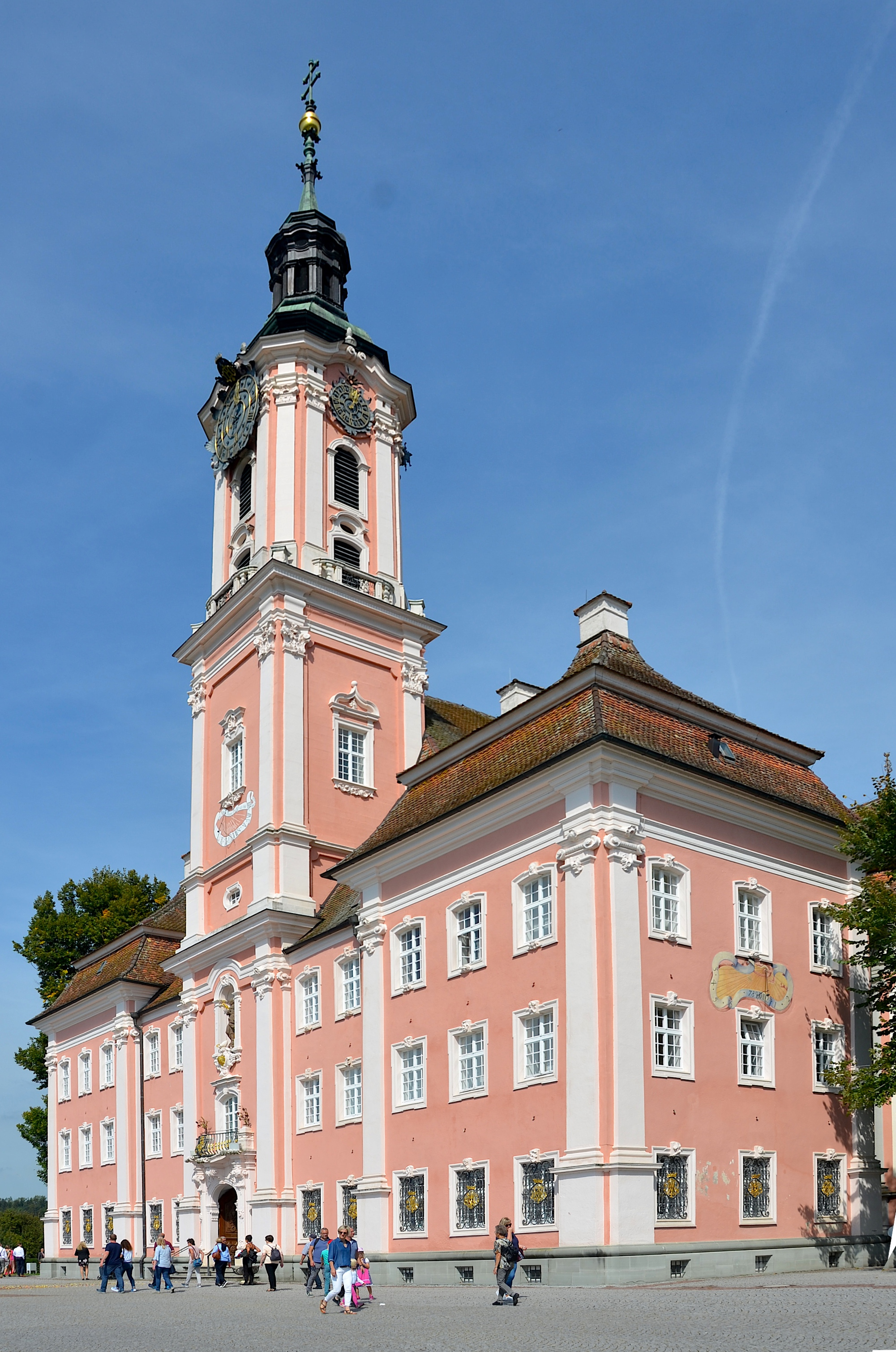
Wallfahrtskirche Birnau am Bodensee

Eine Wallfahrtskirche an einem Wallfahrtsort ist in der Regel das Ziel einer Wallfahrt. Auch entlang von Pilgerwegen wie dem Jakobsweg gelegene Kirchengebäude können Wallfahrtskirchen sein. Der Charakter als Wallfahrtskirche ergibt sich nicht aus einer bestimmten Bauform, sondern aus der Funktion als Wallfahrtsziel oder Wallfahrtsetappe für den Concursus populi (‚Zulauf des Volkes‘). Neben der Feier der Liturgie werden an Wallfahrtskirchen viele Formen der Volksfrömmigkeit praktiziert, fromme Übungen wie Prozessionen, Andachten und Rosenkranzgebet. Kleinere Gotteshäuser mit meist nur regionaler Bedeutung nennt man Wallfahrtskapelle.
Wallfahrtskirchen bergen in der Regel ein „Heiligtum“ (auch Heiltum), oft die Gräber von Heiligen oder Reliquien, die in der Kirche verehrt werden – Knochen, Kleidungsstücke oder andere Erinnerungsgegenstände –, auch vermutete Splitter von Jesu Kreuz, Teile der Dornenkrone, Kreuzesnägel und Ähnliches. Solche Heiltümer werden mancherorts periodisch im Rahmen von Heiligtumsfahrten gezeigt und verehrt. Auch an Orten, an denen Wunder geschehen sein sollen, wurden Wallfahrtskirchen errichtet, etwa im Falle von Hostien- oder Blutwundern. Erst seit der Neuzeit sind es häufig Marienheiligtümer mit besonders verehrten Gnadenbildern. Die örtliche Wallfahrtszeit richtet sich meist nach den liturgischen Gedenktagen und Festen der dort verehrten Heiligen. Neben der Wallfahrtskirche finden sich oft ein Außengelände für Feier von Gottesdiensten mit großer Beteiligung, Außenkanzeln, ein Kalvarienberg, weitere Kapellen und Gebäude zum Aufenthalt und zur Verpflegung der Wallfahrer.
Der Codex Iuris Canonici (CIC) von 1983 definiert die Funktion einer Wallfahrtskirche wie folgt: „Unter Heiligtum versteht man eine Kirche oder einen anderen heiligen Ort, zu dem aus besonderem Frömmigkeitsgrund zahlreiche Gläubige mit Gutheißung des Ortsordinarius pilgern.“